# Kanton Florange
Der Kanton Florange war ein bis 2015 bestehender französischer Wahlkreis im Arrondissement Thionville-Ouest, im Département Moselle und in der Region Lothringen. Sein Hauptort war die Stadt Florange.
Der Kanton hatte 1999 18.683 Einwohner auf insgesamt 18,74 km² Fläche.

## Gemeinden
| Gemeinde | Einwohner | Code postal | Code Insee |
| -------- | --------- | ----------- | ---------- |
| Florange | 10.778    | 57190       | 57221      |
| Uckange  | 7.905     | 57270       | 57683      |